# محمد شامی
محمد شامی (زاده ۳ سپتامبر ۱۹۹۰) یک کریکت باز بین‌المللی هندی است. او برای بنگال در کریکت داخلی و برای چهار تیم در لیگ برتر هند (IPL) بازی کرده است. یکی از ثابت‌ترین ویکت‌گیران در کریکت جهان معاصراست.
شامی در روستای ساهاسپور در امروها، اوتار پرادش، یکی از پنج فرزند بزرگ شد. پدرش تاوسیف علی یک کشاورز بود که در جوانی خود یک توپ انداز سریع بود.